# Torrent del Joncar (Riells del Fai)
El Torrent del Joncar, és un torrent que discorre pel terme municipal de Bigues i Riells, al Vallès Oriental, en el territori del poble de Riells del Fai.
Es forma a la Baga de Quintanes, a llevant del veïnat de masies disperses de Can Quintanes, en el vessant nord-oest del Serrat de Can Quintanes, des d'on davalla cap a ponent decantant-se progressivament cap al sud. Passa a migdia de Can Quintanes, i al sud-oest d'aquesta masia s'aboca en el Torrent de Can Pagès.

## Etimologia
Es tracta d'un topònim romànic medieval o modern, derivat del nom del jonc, planta molt abundant en el lloc per on passa aquest torrent.